# Escudo português
O escudo português, cujo símbolo é o Pilão (), era uma moeda de Portugal, por ocasião da proclamação da República, que veio substituir aquela que era designada por Réis. Foi a última moeda antes do euro. Durante esse período, deu igualmente origem a outras variações de Escudo nas dependências africanas do seu território ultramarino.
O código do escudo português segundo a norma ISO 4217 é "PTE".
A designação provém da própria figuração nelas representada: um escudo. Eram de ouro baixo, 18 quilates e valiam 50 marcos.
A quantia de 1000 escudos era também conhecida por "conto".
O escudo português foi substituído pelo euro a 1 de janeiro de 2002, dia em que as primeiras notas e moedas do euro entraram em circulação. A taxa de conversão entre escudos e euros foi estabelecida a 31 de dezembro de 1998, tendo o valor de 1 euro sido fixado em 200,482 escudos.

## História
No reinado de D. Duarte apareceu o meio-escudo de ouro, do qual nem o desenho se conhece. No reinado de D. João V cunharam-se também as dobras, múltiplos do escudo. Também nos reinados de D. José I, D. Maria I e D. João VI se cunharam escudos.
O decreto de 22-5-1911 reformou profundamente, sob o ponto de vista técnico, o sistema monetário que vigorava em Portugal, alterando a denominação de todas as moedas, o material, o peso, e as dimensões das moedas de bronze e substituiu, pelo escudo de ouro, o real. Dividido em 100 partes iguais, denominadas centavos, o escudo correspondia, quer no valor, quer no peso de ouro fino, à moeda de 1 000 réis. Como múltiplos, criaram-se moedas de ouro, que nunca se cunharam, de 2, 5 e 10 escudos e, como submúltiplos, moedas do valor legal de 10, 20 e 50 centavos e moedas subsidiárias de bronze-níquel de valor legal de 4, 2, 1 e ½ centavos, as quais, com excepção desta última, vieram todas a ser cunhadas.
Depois de 1914, por virtude da crise provocada pela Primeira Guerra Mundial, o escudo-papel (nota) experimentou uma descida vertiginosa de valor, atingindo a sua menor correspondência em ouro, em julho de 1924. Desde o segundo semestre de 1926 até abril de 1928, o escudo sofre nova desvalorização, em consequência de dois aumentos de circulação, do agravamento da dívida flutuante interna e externa e do quase esgotamento das reservas de ouro que o Tesouro Nacional possuía em Londres.
Pelo decreto n.º 19 869, de 9-6-1931, lançaram-se as bases dum novo sistema monetário, para manter a estabilização do valor desta moeda, continuando a ser o escudo de ouro a unidade monetária, mas com um peso inferior, servindo apenas como moeda-padrão.

## Múltiplo e submúltiplos informais
Apesar de legalmente o escudo português prever apenas um sub-múltiplo – o centavo – eram de uso generalizado o conto, equivalente a mil escudos; e o tostão, equivalente a dez centavos.
O conto equivalia a mil escudos. Foi uma unidade herdada do sistema fiduciário da Monarquia, razão pela qual algumas pessoas se lhe referiam ainda como "conto de réis", apesar do real ter sido extinto pouco depois da implantação da República. O conto era observado como unidade inteira, não admitindo fracções: os valores fraccionários eram expressos em escudos; por exemplo, "dois contos e quinhentos escudos", em vez de "dois contos e meio".
O tostão era o equivalente a dez centavos e, tal como o conto, foi uma designação herdada dos sistema fiduciário da Monarquia: era o nome popular da moeda de cem réis. O tostão era utilizado sobretudo para exprimir importâncias pequenas: valores de alguns escudos eram de facto mais vulgarmente expressos em tostões que em escudos (por exemplo, "doze tostões", em vez de "um escudo e vinte centavos"; ou "vinte e cinco tostões" em vez de "dois escudos e cinquenta centavos"). Com a desvalorização acentuada do escudo nas décadas de 1970 e 1980 e o consequente desaparecimento de facto dos centavos, o tostão também desapareceu da linguagem popular.
De uso não tão generalizado mas ainda assim reconhecida por uma parte substancial da população era a coroa. Uma coroa equivalia a cinquenta centavos. Era geralmente utilizada apenas em unidades inteiras (por exemplo, "cinco coroas" para designar dois escudos e cinquenta centavos; mas nunca "duas coroas e quarenta" para designar um escudo e vinte centavos). A coroa também apareceu no léxico português durante o tempo da Monarquia, altura em que era o nome da moeda de mil réis e transmitiu-se, inicialmente, à moeda de 1 escudo de prata; posteriormente passou a chamar-se à moeda de cinquenta centavos, anteriormente designada como "meia-coroa".

## Moedas

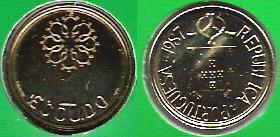
1 escudo (1987)

Moedas correntes cunhadas em Portugal:
- 1 centavo (1917-1922 bronze)
- 2 centavos (1918 ferro; 1918-1921 bronze)
- 4 centavos (1917-1919 cupro-níquel)
- 5 centavos (1920-1927 bronze)
- 10 centavos (1915 prata; 1920-1921 cupro-níquel; 1924-1969 bronze; 1969-1979 alumínio)
- 20 centavos (1913-1916 prata; 1920-1922 cupro-níquel; 1924-1925 bronze; 1942-1969 bronze; 1969-1974 bronze)
- 50 centavos (1912-1916 prata; 1924-1926 bronze-alumínio; 1927-1968 alpaca; 1969-1979 bronze)
- 1 escudo (1914 prata; 1915-1916 prata; 1924-1926 bronze-alumínio; 1927-1968 alpaca; 1969-1979 bronze; 1981-1986 latão-níquel; 1986-2001 latão-níquel)
- 2,5 escudos (1932-1951 prata; 1963-1985 cupro-níquel)
- 5 escudos (1932-1951 prata; 1963-1986 cupro-níquel; 1986-2001 latão-níquel)
- 10 escudos (1932-1948 prata; 1954-1955 prata; 1971-1974 cupro-níquel; 1986-2001 latão-níquel)
- 20 escudos (1986-2001 cupro-níquel)
- 25 escudos (1977-1978 cupro-níquel; 1980-1986 cupro-níquel)
- 50 escudos (1986-2001 cupro-níquel)
- 100 escudos (1989-2001 bimetálica)
- 200 escudos (1991-2001 bimetálica)

Moedas correntes comemorativas:
- 1 escudo
  - 1983 - Mundial de Hóquei 1982
- 2,5 escudos

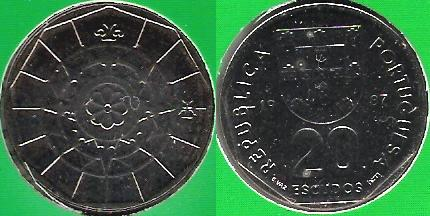
20 escudos (1987)

  - 1978 - Centenário da Morte de Alexandre Herculano 1977
  - 1983 - Mundial de Hóquei 1982
  - 1985 - FAO 1983
- 5 escudos
  - 1960 - Quinto Centenário da Morte do Infante Dom Henrique 1960
  - 1978 - Centenário da Morte de Alexandre Herculano 1977
  - 1983 - Mundial de Hóquei 1982
  - 1985 - FAO 1983
- 10 escudos
  - 1928 - Comemoração da Batalha de Ourique
  - 1987 - Concelho da Europa - Mundo Rural
- 20 escudos
  - 1953 - Renovação Financeira
  - 1960 - Infante D. Henrique
  - 1966 - Ponte Salazar
- 25 escudos
  - 1978 - Centenário da Morte de Alexandre Herculano 1977
  - 1980 - Região Autónoma dos Açores
  - 1981 - Região Autónoma da Madeira
  - 1983 - Mundial de Hóquei 1982
  - 1984 - Ano Internacional do Deficiente 1981
  - 1985 - 10º Aniversário do 25 de Abril 1984
  - 1985 - FAO 1983
  - 1985 - Ano Internacional da Criança 1979
  - 1986 - Portugal Europa
  - 1987 - D. João I Cortes de Coimbra
- 50 escudos
  - 1968 - V Centenário do Nascimento de Pedro Álvares Cabral
  - 1969 - Vasco da Gama
  - 1969 - Centenário do Nascimento do Marechal Carmona
  - 1971 - Banco de Portugal
  - 1972 - IV Centenário da Publicação de Os Lusíadas
- 100 escudos
  - 1995 - FAO
  - 1997 - Expo'98
  - 1999 - Unicef
- 200 escudos
  - 1994 - Lisboa 94 Capital Europeia da Cultura
  - 1995 - 50º Aniversário da ONU
  - 1996 - XVI Jogos Olímpicos Atlanta 1996
  - 1997 - Expo'98 Golfinho
  - 1998 - Expo'98 Carapau
  - 1999 - UNICEF
  - 2000 - Jogos Olímpicos Sydney 2000

As moedas em circulação antes da mudança para o euro eram as que têm as seguintes denominações:

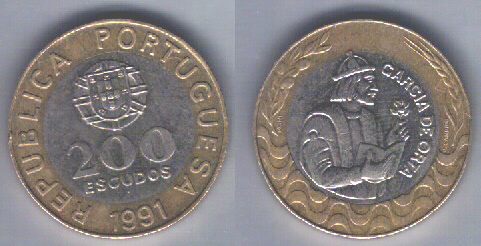
200 escudos (1991)

- 1 escudo (0,50 cents)
- 5 escudos (2,49 cents)
- 10 escudos (4,99 cents)
- 20 escudos (9,98 cents)
- 50 escudos (24,94 cents)
- 100 escudos (49,88 cents)
- 200 escudos (99,76 cents)